# Fonsecaea pedrosoi
Fonsecaea pedrosoi es un hongo saprótrofo, dematiáceo y filamentoso que vive en plantas cactácea y suelo tropical y árido, el cual es una de las especies causantes de lesiones subcutáneas verrucosas en humanos llamadas cromomicosis. Los hongos de esta especie son sexualmente dimórficos, es decir, tienen un estado moho (en medio de cultivo) y otro levadura, su forma parasitaria. Las esporas llamadas blastoconidias se localizan al extremo de hifas. Es una especie frecuente en México, Brasil y Madagascar

## Cultivo
Se desarrolla en un tiempo promedio de 3 a 4 semanas en colonias pardas o negras, vellosas, aterciopeladas, limitadas, en ocasiones con surcos y radiaciones; al reverso se observa un pigmento negro-ocre que difunde lentamente a través del medio.

## Micromorfología
En observación directa presenta numerosas hifas pigmentadas, gruesas y tabicadas, de 4 a 5 mcm de ancho, algunas con cuerpos nodulares. Tiene 3 tipos de reproducción: hormodendrum o cladosporium, fiálides y acroteca o Rhinocladiella.